# Thorazine (Band)
Thorazine ist eine ehemalige Deathgrind-Band aus dem kanadischen Calgary, die 1996 gegründet wurde.

## Bandgeschichte
Die Band benannte sich nach dem US-amerikanischen Marktnamen von Chlorpromazin. Ihre erste Veröffentlichung war das selbstbetitelte Demoalbum im Jahre 1997, mit dem sie sich im kanadischen Underground einen gewissen Status erspielen konnten. Sie begannen vermehrt Konzerte zu geben und veröffentlichten unter dem Namen Injected Productions im Jahre 1999 ihr Debütalbum Seed the Black Sky, auf dem sie schnellen, groovigen Death Metal mit einem Wechselspiel aus Fauchen und Growls spielten.
Damit wurden sie auch über die Landesgrenzen hinaus bekannt und erreichten, dass das im US-amerikanischen Marietta beheimatete DeathGasm Records, ein Label, das damals Bands wie Fleshgrind herausbrachte, auf Thorazine aufmerksam wurde. Sie gaben dort im Jahre 2002 ihr zweites Album Geneticide mit schnellem, am Grindcore angelegten, Brutal Death Metal heraus. Obwohl sich das Album im Verhältnis zum Debüt recht gut verkaufen konnte, lösten sie sich im Jahr 2004 nach dem Erscheinen des letzten Albums The Day the Ash Blacked the Sun mit starken thrashigem Grindcoreeinflüssen auf.

## Diskografie
- 1997: Thorazine (Demo)
- 1999: Seed the Black Sky (Eigenproduktion/Injected Productions)
- 2002: Geneticide (Deathgasm Records)
- 2004: The Day the Ash Blacked the Sun (Deathgasm Records)